# Olympische Sommerspiele 1952/Gewichtheben
Bei den XV. Olympischen Sommerspielen 1952 in Helsinki fanden sieben Wettbewerbe im Gewichtheben statt. Austragungsort war die Messuhalli (Messehalle) im Stadtteil Töölö. Auf dem Programm stand eine Gewichtsklasse mehr als vier Jahre zuvor.

## Bilanz

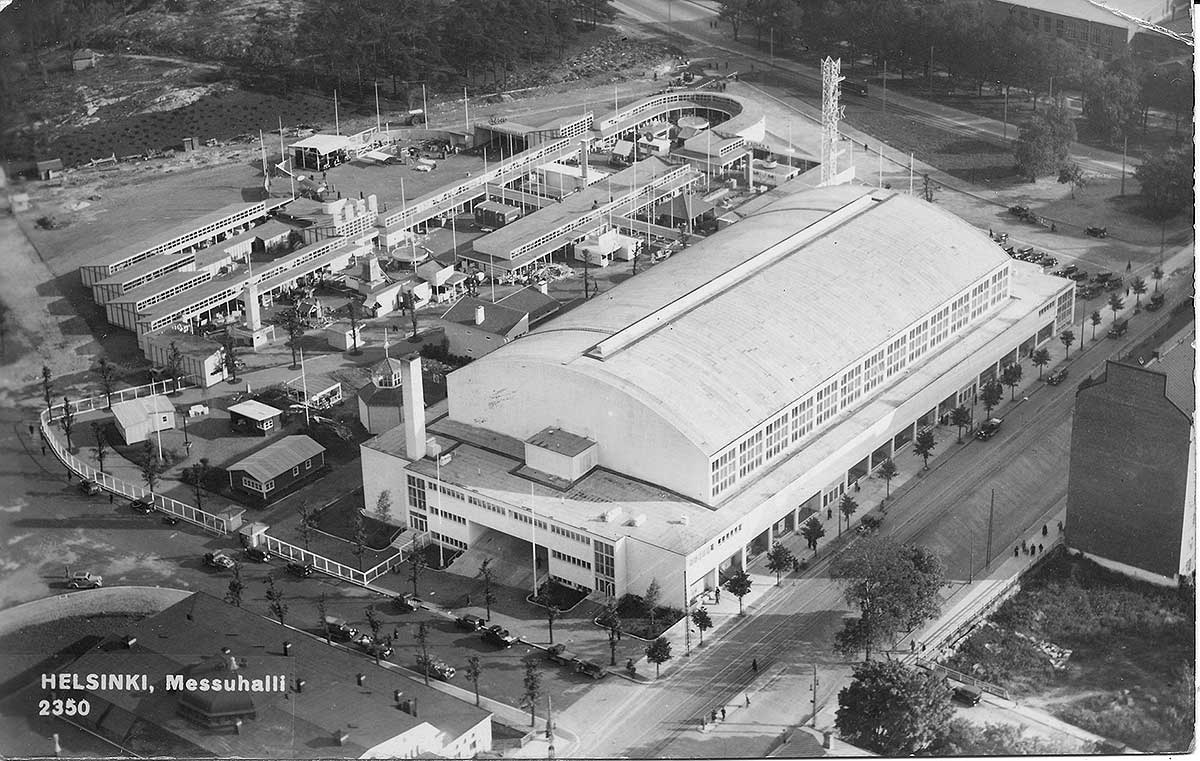
Mesuhalli

### Medaillenspiegel
| Platz | Land                | Gold | Silber | Bronze | Gesamt |
| ----- | ------------------- | ---- | ------ | ------ | ------ |
| 1     | Vereinigte Staaten  | 4    | 2      | –      | 6      |
| 2     | Sowjetunion         | 3    | 3      | 1      | 7      |
| 3     | Iran                | –    | 1      | 1      | 2      |
| 4     | Kanada              | –    | 1      | –      | 1      |
| 5     | Trinidad und Tobago | –    | –      | 2      | 2      |
| 6     | Argentinien         | –    | –      | 1      | 1      |
| 6     | Australien          | –    | –      | 1      | 1      |
| 6     | Südkorea            | –    | –      | 1      | 1      |

### Medaillengewinner
| Konkurrenz          | Gold                  | Silber           | Bronze            |
| ------------------- | --------------------- | ---------------- | ----------------- |
| Bantamgewicht       | Iwan Udodow           | Mahmoud Namdjou  | Ali Mirzaei       |
| Federgewicht        | Rafael Tschimischkjan | Nikolai Saksonow | Rodney Wilkes     |
| Leichtgewicht       | Thomas Kono           | Jewgeni Lopatin  | Vern Barberis     |
| Mittelgewicht       | Peter George          | Gerard Gratton   | Kim Seong-jip     |
| Leichtschwergewicht | Trofim Lomakin        | Stanley Stanczyk | Arkadi Worobjow   |
| Mittelschwergewicht | Norbert Schemansky    | Grigori Nowak    | Lennox Kilgour    |
| Schwergewicht       | John Davis            | James Bradford   | Humberto Selvetti |

## Ergebnisse

### Bantamgewicht (bis 56 kg)
| Platz | Land | Sportler             | Gewicht (kg) |
| ----- | ---- | -------------------- | ------------ |
| 1     | URS  | Iwan Udodow          | 315,0 (WR)   |
| 2     | IRN  | Mahmoud Namdjou      | 307,5        |
| 3     | IRN  | Ali Mirzaei          | 300,0        |
| 4     | KOR  | Kim Hae-nam          | 295,0        |
| 5     | EGY  | Kamal Mahgoub        | 292,5        |
| 6     | PHI  | Pedro Landero        | 292,5        |
| 7     | GBR  | Maurice Megennis     | 280,0        |
| 8     | SIN  | Lon bin Mohamed Noor | 275,0        |
| 9     | CAN  | Rosaire Smith        | 275,0        |
| 10    | TCH  | Karel Saitl          | 272,5        |
|       |      |                      |              |
| 14    | GER  | Josef Schuster       | 267,5        |
| 16    | SUI  | Roland Magnenat      | 250,0        |

Datum: 25. Juli 1952 

19 Teilnehmer aus 17 Ländern

### Federgewicht (bis 60 kg)
| Platz | Land | Sportler              | Gewicht (kg) |
| ----- | ---- | --------------------- | ------------ |
| 1     | URS  | Rafael Tschimischkjan | 337,5 (WR)   |
| 2     | URS  | Nikolai Saksonow      | 332,5        |
| 3     | TRI  | Rodney Wilkes         | 322,5        |
| 4     | PHI  | Rodrigo del Rosario   | 317,5        |
| 5     | EGY  | Said Gouda            | 312,5        |
| 6     | SIN  | Chay Weng Yew         | 312,5        |
| 7     | HUN  | Bálint Nagy           | 307,5        |
| 8     | IRN  | Mohsen Tabatabaei     | 307,5        |
| 9     | GBR  | Julian Creus          | 305,0        |
| 10    | CAN  | Jules Sylvain         | 302,5        |
|       |      |                       |              |
| 16    | GER  | Oswald Junkes         | 290,0        |

Datum: 25. Juli 1952 

22 Teilnehmer aus 21 Ländern

### Leichtgewicht (bis 67,5 kg)
| Platz | Land | Sportler                      | Gewicht (kg) |
| ----- | ---- | ----------------------------- | ------------ |
| 1     | USA  | Thomas Kono                   | 362,5 (OR)   |
| 2     | URS  | Jewgeni Lopatin               | 350,0        |
| 3     | AUS  | Vern Barberis                 | 350,0        |
| 4     | KOR  | Kim Chang-hui                 | 345,0        |
| 5     | IRN  | Hassan Ferdos                 | 345,0        |
| 6     | EGY  | Abdel Khadr El-Sayed El-Touni | 342,5        |
| 7     | DEN  | Johan Runge                   | 330,0        |
| 8     | INA  | Thio Ging Hwie                | 327,5        |
| 9     | ITA  | Ermanno Pignatti              | 325,0        |
| 10    | ITA  | Alfonso Canti                 | 325,0        |
|       |      |                               |              |
| 17    | AUT  | Josef Tauchner                | 307,5        |
| 20    | SUI  | Roger Rubini                  | 295,0        |
|       | GER  | Anton Leuthe                  | DNF          |

Datum: 26. Juli 1952 

24 Teilnehmer aus 22 Ländern

### Mittelgewicht (bis 75 kg)
| Platz | Land | Sportler          | Gewicht (kg) |
| ----- | ---- | ----------------- | ------------ |
| 1     | USA  | Peter George      | 400,0 (OR)   |
| 2     | CAN  | Gerard Gratton    | 390,0        |
| 3     | KOR  | Kim Seong-jip     | 382,5        |
| 4     | EGY  | Ismail Ragab      | 382,5        |
| 5     | LIB  | Moustafa Laham    | 370,0        |
| 6     | SWE  | Åke Hedberg       | 357,5        |
| 7     | ARG  | Ángel Sposato     | 357,5        |
| 8     | IRN  | Jalal Mansouri    | 357,5        |
| 9     | FIN  | Frank Teräskari   | 352,5        |
| 10    | FRA  | André Dochy       | 350,0        |
|       |      |                   |              |
| 14    | AUT  | Emmerich Bauer    | 337,5        |
| 19    | SUI  | Walter Dossenbach | 312,5        |
| 20    | SUI  | Jacques Flury     | 310,0        |

Datum: 26. Juli 1952 

21 Teilnehmer aus 20 Ländern

### Halbschwergewicht (bis 82,5 kg)
| Platz | Land | Sportler                | Gewicht (kg) |
| ----- | ---- | ----------------------- | ------------ |
| 1     | URS  | Trofim Lomakin          | 417,5 (OR)   |
| 2     | USA  | Stanley Stanczyk        | 415,0        |
| 3     | URS  | Arkadi Worobjow         | 407,5        |
| 4     | IRN  | Mohammed Rahnavardi     | 402,5        |
| 5     | FRA  | Jean Debuf              | 400,0        |
| 6     | RSA  | Issy Bloomberg          | 392,5        |
| 7     | ARG  | Osvaldo Forte           | 382,5        |
| 8     | USA  | Clyde Emrich            | 380,0        |
| 9     | EGY  | Mohamed Ali Abdel Kerim | 377,5        |
| 10    | FRA  | Georges Firmin          | 377,5        |
| 11    | GER  | Hans Claussen           | 362,5        |
|       |      |                         |              |
| 14    | AUT  | Wilhelm Flenner         | 352,5        |

Datum: 27. Juli 1952 

23 Teilnehmer aus 20 Ländern

### Mittelschwergewicht (bis 90 kg)
| Platz | Land | Sportler              | Gewicht (kg) |
| ----- | ---- | --------------------- | ------------ |
| 1     | USA  | Norbert Schemansky    | 445,0 (WR)   |
| 2     | URS  | Grigori Nowak         | 410,0        |
| 3     | TRI  | Lennox Kilgour        | 402,5        |
| 4     | EGY  | Mohamed Ibrahim Saleh | 397,5        |
| 5     | IRN  | Firouz Pojhan         | 387,5        |
| 6     | AUS  | Ken McDonald          | 385,0        |
| 7     | ARG  | Héctor Rensonnet      | 370,0        |
| 8     | RSA  | Theunis Jonck         | 367,5        |
| 9     | ITA  | Luciano Zardi         | 367,5        |
| 10    | FIN  | Kai Outa              | 365,0        |

Datum: 27. Juli 1952 

20 Teilnehmer aus 20 Ländern

### Schwergewicht (über 90 kg)
| Platz | Land | Sportler            | Gewicht (kg) |
| ----- | ---- | ------------------- | ------------ |
| 1     | USA  | John Davis          | 460,0 (OR)   |
| 2     | USA  | James Bradford      | 437,5        |
| 3     | ARG  | Humberto Selvetti   | 432,5        |
| 4     | GER  | Heinz Schattner     | 422,5        |
| 5     | CAN  | Dave Baillie        | 420,0        |
| 6     | ARG  | Norberto Ferreira   | 410,0        |
| 7     | NZL  | Harold Cleghorn     | 400,0        |
| 8     | AUT  | Franz Hölbl         | 387,5        |
| 9     | SWE  | Lage Andersson      | 380,0        |
| 10    | ITA  | Adelfino Mancinelli | 300,0        |

Datum: 27. Juli 1952 

13 Teilnehmer aus 11 Ländern